# پایگاه هوایی یهنویل
پایگاه هوایی یهنویل (به انگلیسی: Jehonville Air Base) یک فرودگاه نظامی است که یک باند فرود آسفالت دارد و طول باند آن ۲۴۰۰ متر است. این فرودگاه در کشور بلژیک قرار دارد و در ارتفاع ۳۱ متری از سطح دریا واقع شده‌است.